# Žíp
Žíp este o comună slovacă, aflată în districtul Rimavská Sobota din regiunea Banská Bystrica. Localitatea se află la altitudinea de 173 m deasupra n.m., se întinde pe o suprafață de 6,37 km2 și în 2017 număra 258 de locuitori. Se învecinează cu comuna Dulovo.

## Istoric
Localitatea Žíp este atestată documentar din 1295.

## Demografie
| An:                | 1994 | 2004    | 2014   | 2024    |
| ------------------ | ---- | ------- | ------ | ------- |
| Număr de persoane: | 177  | 237     | 245    | 305     |
| Diferență:         |      | +33,89% | +3,37% | +24,48% |

| An:                | 2023 | 2024   |
| ------------------ | ---- | ------ |
| Număr de persoane: | 301  | 305    |
| Diferență:         |      | +1,32% |